# Libnotes manni
Libnotes manni är en tvåvingeart som beskrevs av Alexander 1924. Libnotes manni ingår i släktet Libnotes och familjen småharkrankar. Inga underarter finns listade i Catalogue of Life.